# Nõrava
Nõrava – wieś w Estonii, w prowincji Harju, w gminie Kose.